# Boris Godunov (film din 1954)
Boris Godunov (titlul original: în rusă Борис Годунов, transliterat: Boris Godunov) este un film de operă dramatic sovietic, realizat în 1954 de regizoarea Vera Stroeva, după opera omonimă a compozitorului Modest Petrovici Musorgski bazată pe romanul scriitorului Aleksandr Pușkin. Protagoniștii filmului sunt actorii de operă Aleksandr Pirogov, Nikandr Hanaev, Gheorghi Nelepp, Maksim Mihailov. 

## Rezumat
Țarul rus și Marele Cneaz al întregii Rusii, Boris Fiodorovici Godunov a moștenit tronul lui Ivan cel Groaznic după moartea fiilor acestuia, cel mai mare Fiodor și al țareviciului Dmitri. Vina pentru moartea lor, este pusă în seama lui Boris...

## Distribuție
- Aleksandr Pirogov – Boris Godunov (bas)
- Nikandr Hanaev – cneazul Vasili Șuiski (tenor)
- Gheorghi Nelepp – Grigori Otrepiev, Falsul țarevici Dmitri / Ljedmitri (tenor)
- Maksim Mihailov – Pimen, bătrân călugăr și cronicar (bas)
- Ivan Kozlovski – Iurodivîi, nebunul (tenor)
- Aleksei Krivcenia – Varlaam, călugăr hoinar (bas)
- Veniamin Șevțov – Misail, călugăr hoinar (tenor)
- Aleksandra Turcina – nevasta cârciumarului (mezzo-soprană)
- Larisa Avdeeva – Marina Mnișek, fiica voievodului din Sandomir (mezzo-soprană)
- Ilia Bogdanov – Andrei Șcelkalov, secretarul Dumei, Adunarea Electivă (bariton)
- Nadejda Kleaghina – Ksenia Godunova, fiica lui Boris (soprană)
- G. Alahverdov – Fiodor Godunov, fiul lui Boris (mezzo-sopran sau contralto))
- Evghenia Verbițkaia – doica Kseniei (alto)
- Serghei Krasovski – Nikitici, vătaf (bas)
- Fiodor Godovkin – Hrușciov, boier (tenor)
- Igor Mihailov – vătaful din cârciumă
- Ivan Sipaev – Mitiuha, un țăran (tenor)

## Lansare
A fost lansat în anul 1955 și a avut parte de succes comercial, fiind vizionat de 13,0 milioane de spectatori în cinematografele din Uniunea Sovietică.